# Alex und der Löwe
Alex und der Löwe (tj. Alex a lev) je německý hraný film z roku 2010, který režíroval Yuri Gárate. Film popisuje peripetie Alexe, kterému v hledání partnera pomáhají jeho přátelé.

## Děj
Leo žije již čtyři roky s Carlou, která ho tlačí do sňatku. Leo se nechce vázat a nakonec Carle sdělí, že je gay. Alexander žije s Danielem, ale když ho přistihne jednoho dne s milencem, rozejde se s ním. Leo se seznamuje s Alexem na travestie představení. Alexovi se sice Leo líbí, ale považuje jej za heterosexuála, který se o něj zajímá kvůli rozchodu s přítelkyní. A navíc po rozchodu s Danielem se dalšího vztahu obává. Když ho Alex odmítne, je Leo zklamaný. Alexův kamarád Tobias je zapšklý a neurvalý, protože sám nemá žádného partnera. Lea očividně nesnáší, přesto jde za ním, aby mu vysvětlil, co k němu Alex doopravdy cítí. Angažují se také Alexovy kamarádky Stephanie a Kerstin. Podaří se jim přesvědčit Alexe, aby dal Leovi šanci. Také Tobias se seznámí se sympatickým instruktorem z posilovny Philippem, což změní jeho pesimistický pohled na okolí.

## Obsazení
| Marcel Schlutt     | Leopold Krieg       |
| André Schneider    | Alexander Vennemann |
| Sascia Haj         | Stefanie Graf       |
| Udo Lutz           | Tobias Rückert      |
| Beate Kurecki      | Kerstin             |
| Hans Hendrik Trost | Daniel Möckernbrink |
| Barbara Kowa       | Carla               |
| Anna Gerloff       | Babette             |
| Hermann Eppert     | Philipp             |
| Martin Langenbeck  | Simon               |